# 세르주 레지아니

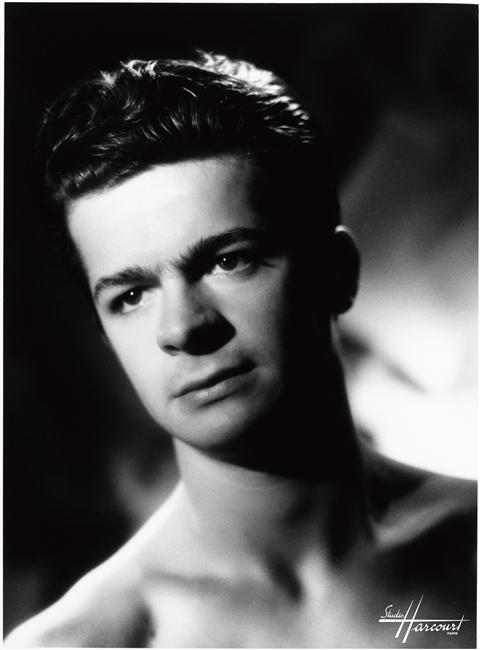

세르주 레지아니(Serge Reggiani, 1922년 5월 2일 ~ 2004년 7월 23일)는 프랑스의 가수, 화가, 연극 배우, 영화배우이다.
레조넬에밀리아에서 태어났으며 파리에서 사망하였다. 사인은 심근 경색이다. 몽파르나스 묘지에 매장되었다.

## 영화
- 앙리-조르주 클루조의 지옥 (2009년)
- 나는 살인 청부업자를 고용했다 (1990년)
- 비너스의 유혹 (1988년)
- 비키퍼 (1986년)
- 나쁜 피 (1986년)
- 돈 터치 더 화이트 우먼 (1974년)
- 벵상 프란시스 그리고 폴 (1974년)
- 그림자 군단 (1969년) - 미용사 역
- 대모험 (1967년)
- 25시 (1967년)
- 블루 팬더 (1965년)
- 밀고자 (1961년) - 모리스 포젤 역
- 파리 블루스 (1961년)
- 에브리바디 고 홈 (1960년)
- 위험한 초대 (1959년)
- 더 돌 댓 투크 더 타운 (1956년)
- 나폴레옹 (1955년)
- 황금 투구 (1952년) - 조르쥬 망다 역
- 라운더바우트 (1950년)
- 마농 (1949년)
- 베로나의 연인들 (1949년)
- 꽃다운 나이 (1947년)
- 빛나지 않는 별 (1946년)
- 야간문 (1946년)